# Rathaus Radebeul
Das Rathaus liegt in der Pestalozzistraße 6 in Radebeul, im Hof befindet sich das ehemalige Polizeigebäude (Pestalozzistraße 6a). Das Rathaus ist der Sitz des Radebeuler Oberbürgermeisters, zudem befindet sich im zweiten Obergeschoss der „bemerkenswerte[…] Fest- oder Ratssaal mit Wandgemälde“ der Stadt. Der Bau ist „baugeschichtlich und ortsgeschichtlich sowie künstlerisch bedeutend“.

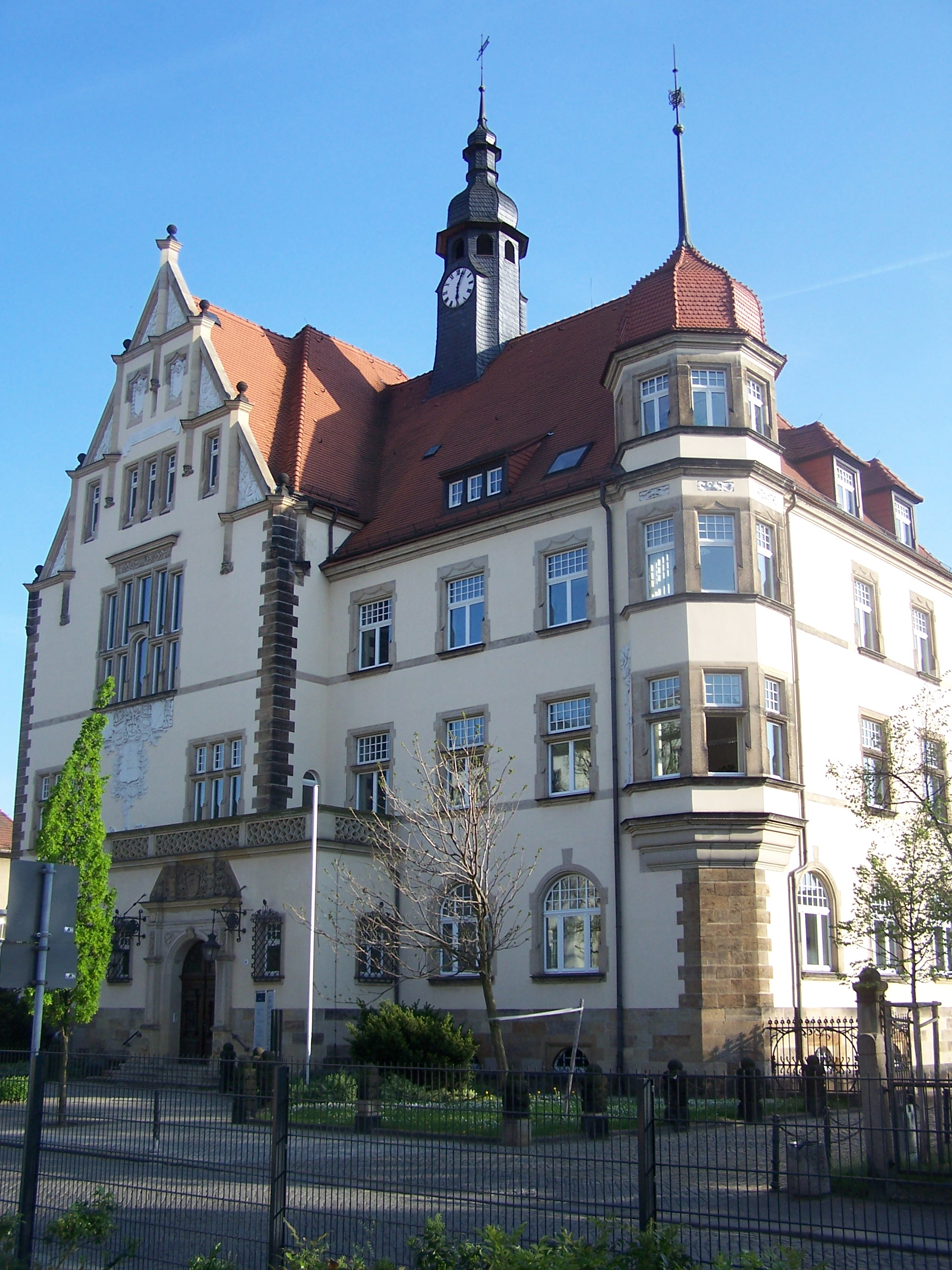
Rathaus Radebeul (Straßenansicht von NW)

Seit 2004 werden auf dem Rathausvorplatz die Couragesteine für den zweijährlich verliehenen Radebeuler Couragepreis eingelassen.

## Beschreibung

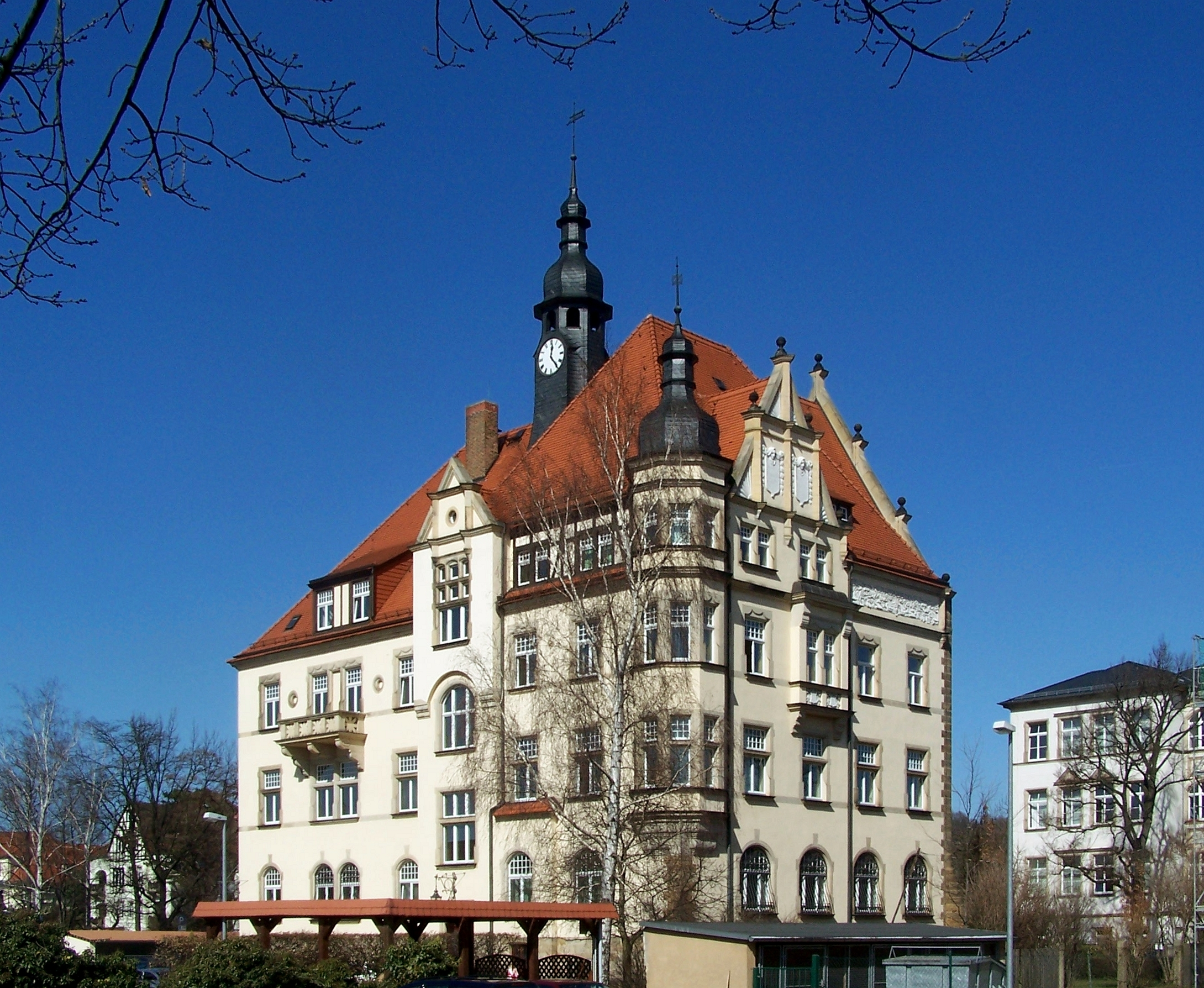
Rathaus Radebeul, von der Rückseite (SO-Seite). Rechts die Pestalozzischule

Das Rathaus (Gemeindeamt Nr. 6) ist mitsamt Hintergebäude (Polizeigebäude Nr. 6a) und straßenseitiger Einfriedung, Vorgarten, Pflasterung und der Toranlage denkmalgeschützt. Es ist ein dreigeschossiger Baukörper „im Stil der deutschen Architektur um 1500“ (Neorenaissance), links mit einem Seitenrisalit mit Stufengiebel zur Straße hin, der Eingang in der Mitte in einem Altanvorbau mit Rundbogenportal. Rechts befindet sich ein polygonaler Erker mit Haube und Spitze, oben auf dem Dach ein Dachreiter mit einer Turmuhr. Der historisierende Eklektizismus entsteht durch Vergitterungen mit barockisierenden Fensterkörben sowie Stuckarbeiten in Anlehnung an den Jugendstil.
Im Ratssaal hängt ein großformatiges Wandgemälde mit Namen „Die Entrichtung von Gefällen in Radebeul an Abgesandte des Domstifts Meißen um 1520“, es wurde von dem Dresdner Historienmaler Walther Witting im Jahr 1902 geschaffen. Hinzu kommen von dem Glaskünstler Josef Goller (Urban & Goller, Dresden) im Ratssaal Wappenfenster sowie solche, die die Gewerbe von Radebeul darstellen. Im Treppenhaus befinden sich Allegorien auf Handel, Gewerbe und Landwirtschaft.
Die Grünflächen vor dem Rathaus bzw. zum Parkplatz hin gelten als denkmalpflegerische Nebenanlagen.
Im Innenhof wurde ein zweigeschossiges Gebäude für die Ortspolizeiwache gebaut, mit der Front zur dahinter liegenden Neubrunnstraße. Auch dieses steht unter Denkmalschutz. Dieser Bau wird nicht mehr von der Polizei genutzt, sondern ebenfalls von der Stadtverwaltung.

## Geschichte

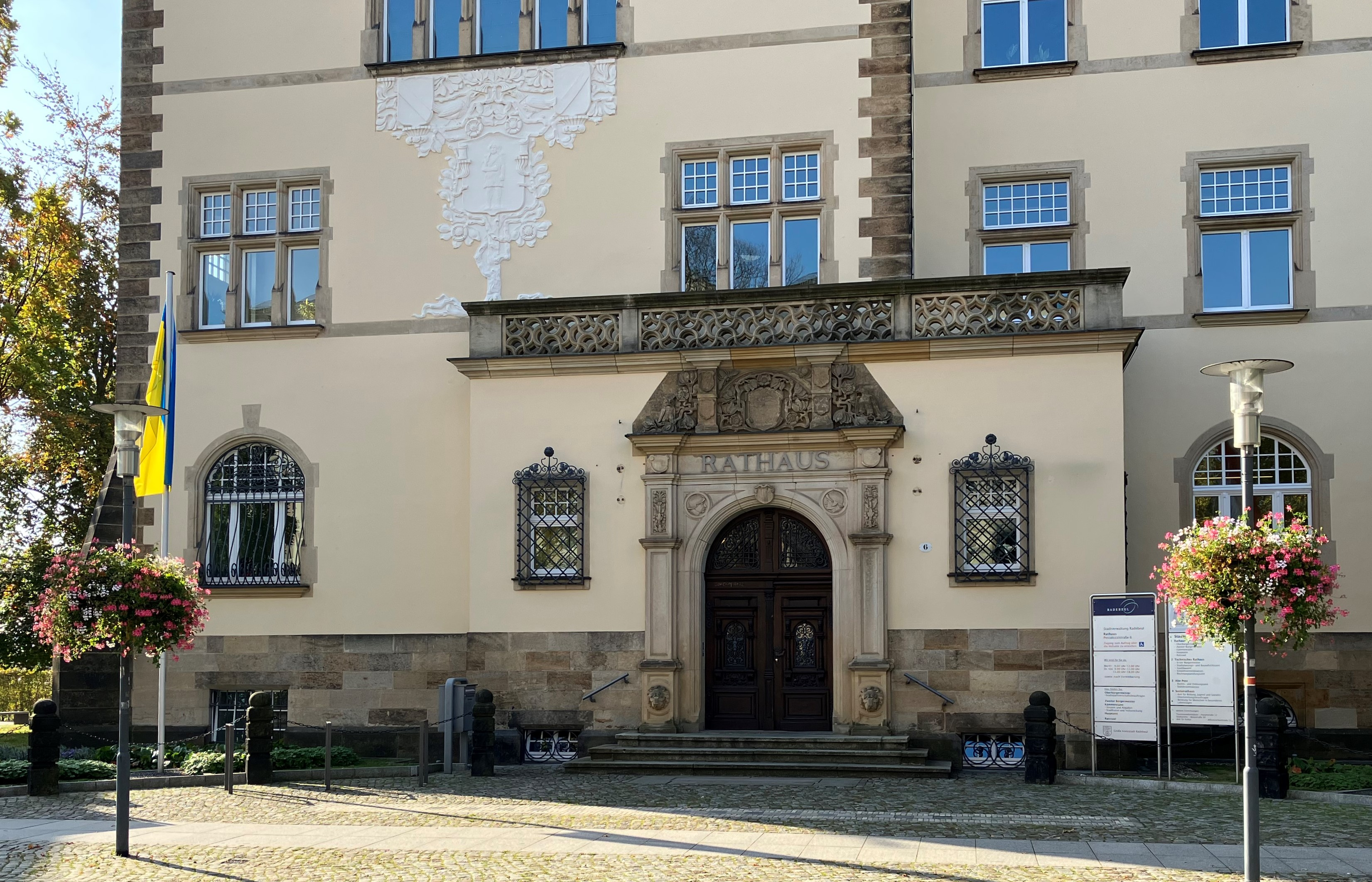
Eingangsportal des Rathauses mit Wappen und der Leiste der Couragesteine (2022)

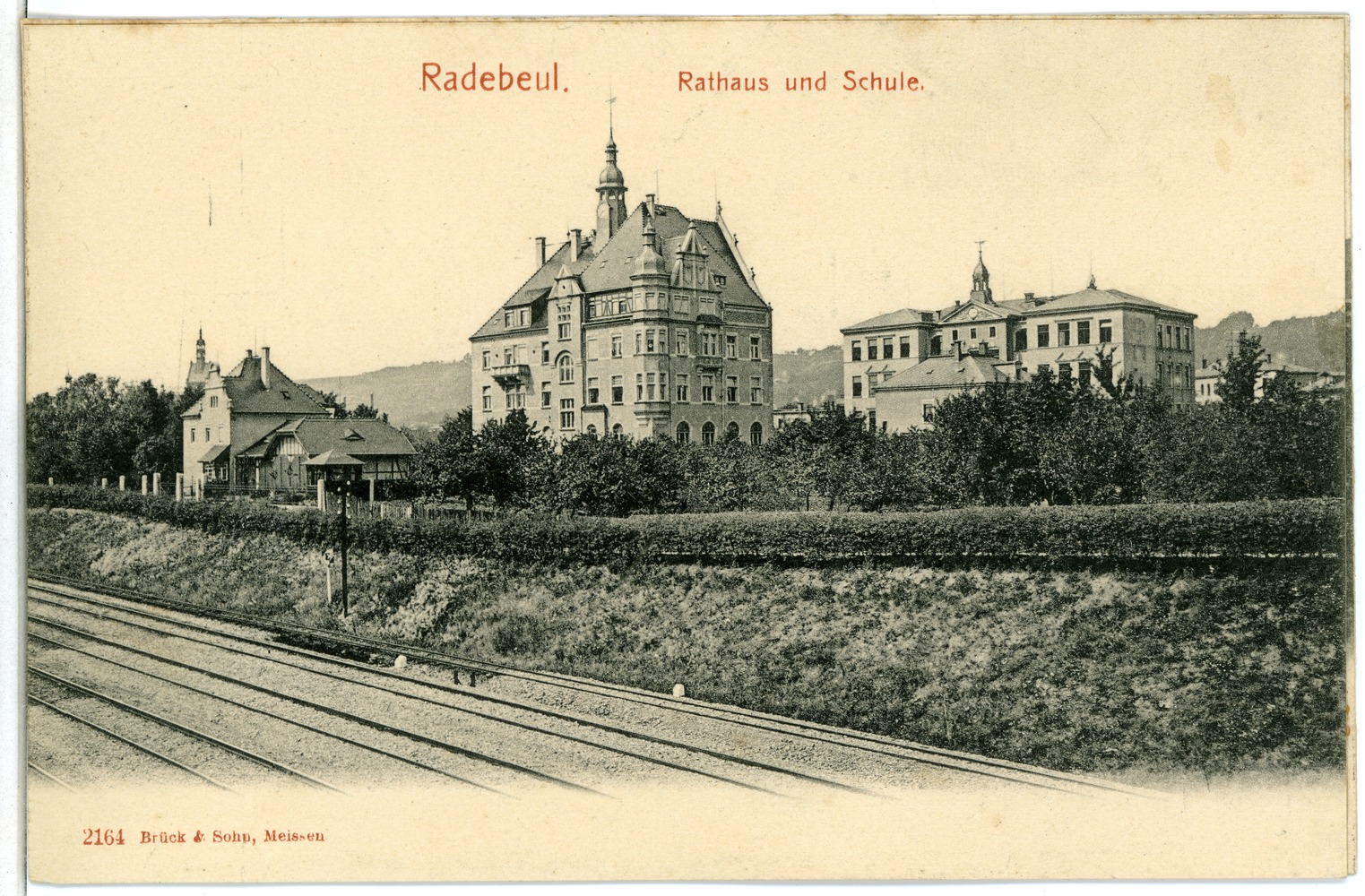
Polizeiamt und Rathaus (li.) sowie Pestalozzischule, 1901 (SO-Seite). Auf dem Grundstück Nr. 4 des späteren Postamts steht noch die Zillersche Villa.

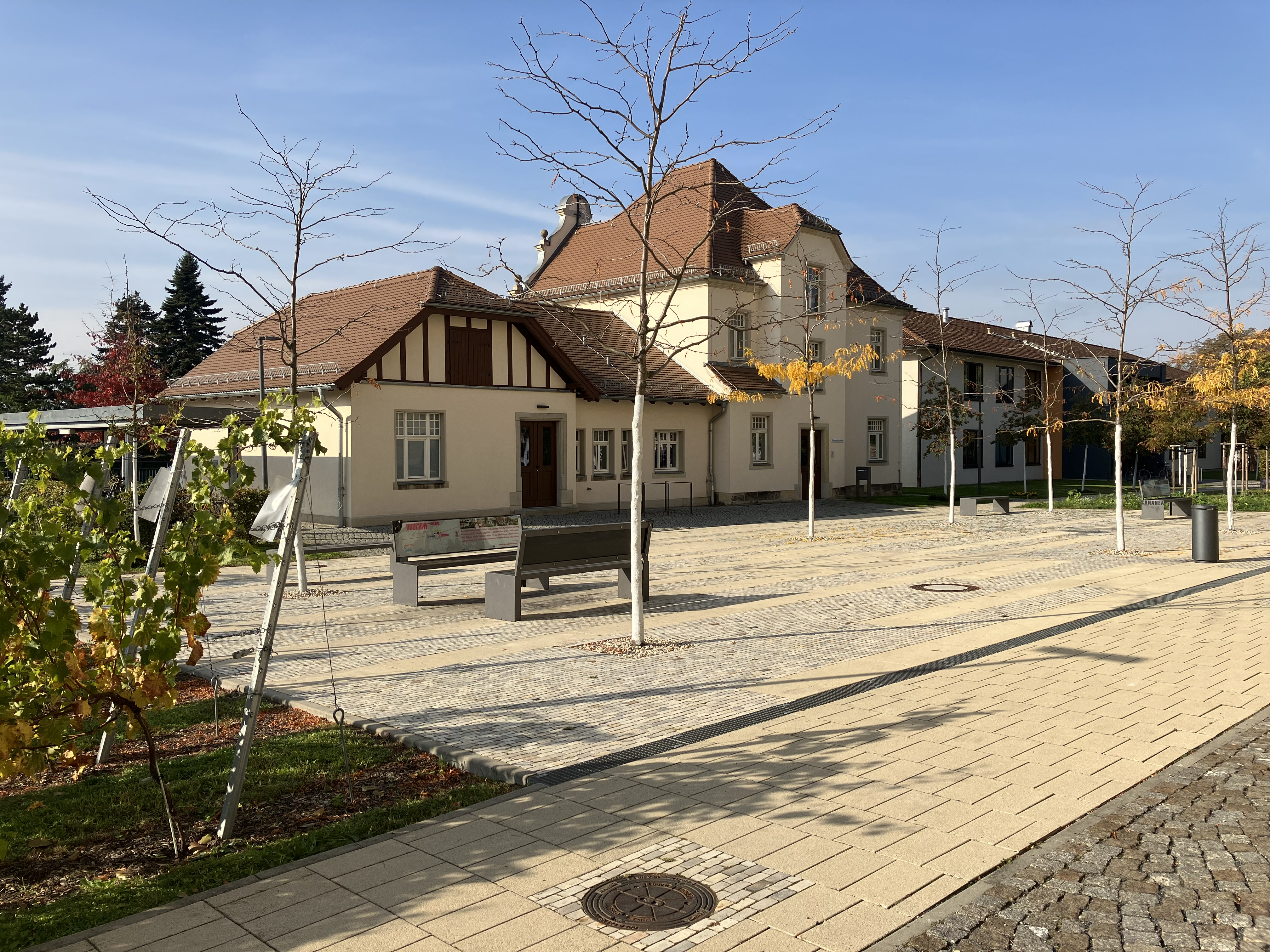
Ehemaliges Polizeiamt mit Arrestzellen, rechts das Technische Rathaus

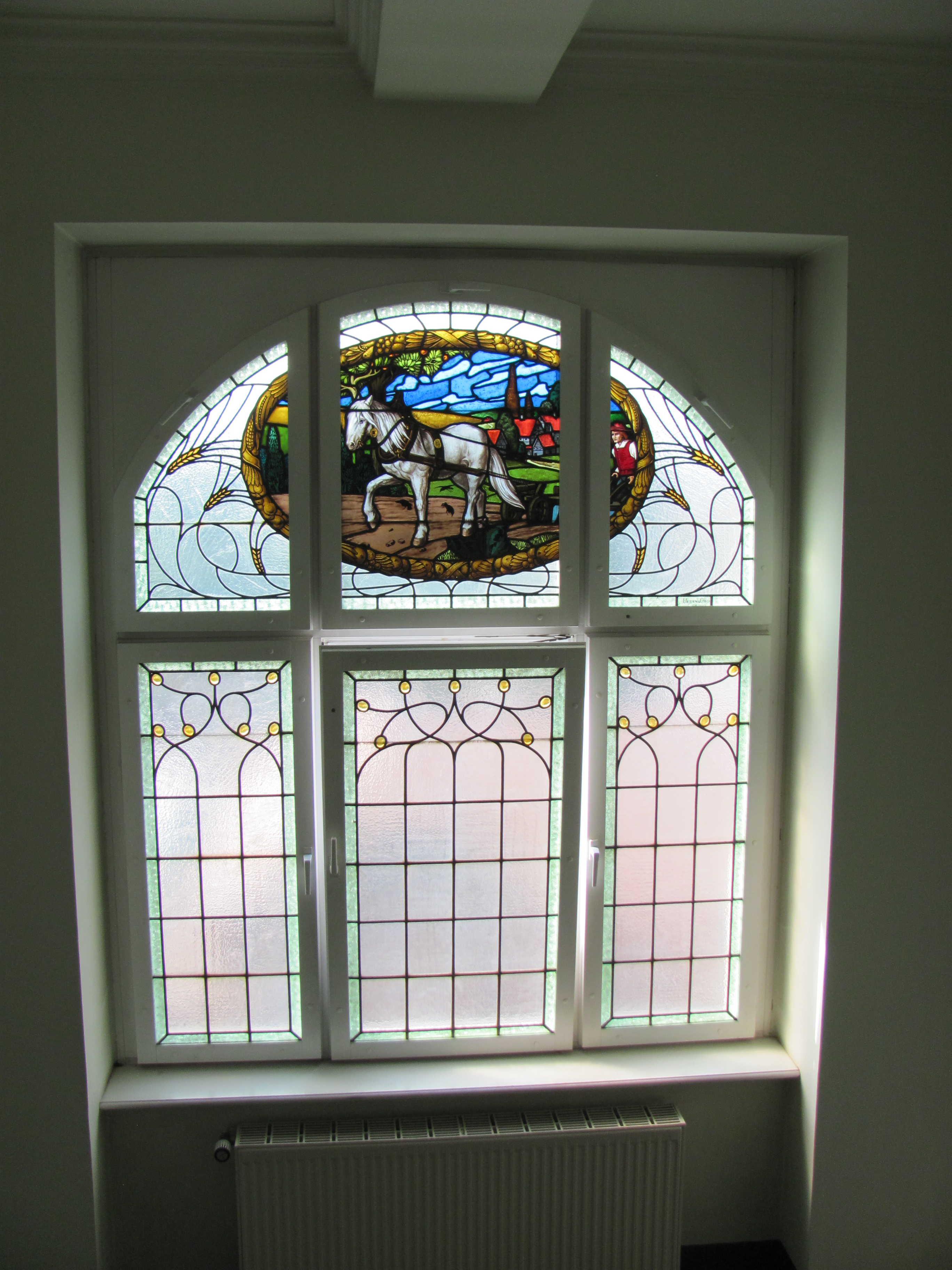
Treppenhaus-Glasfenster „Pflügender Bauer“, 1900

Bis Ende der 1880er Jahre fand die Gemeindeverwaltung im Haus des jeweiligen Gemeindevorstands statt. 1889 mietete sich die Verwaltung in zwei Räume im Haus Sidonienstraße 3 ein und übernahm 1894 das gesamte Gebäude zur Miete.
Da sich Niederlößnitz bereits ein Rathaus gebaut hatte, beschloss im Mai 1898 der Gemeinderat der stark wachsenden Gemeinde Radebeul auch gegen Widerstand seitens Teilen der Öffentlichkeit, ein neues Rathausgebäude zu bauen. Den ausgeschriebenen Wettbewerb gewann der Dresdner Architekt Gustav Hänichen.
Die Grundsteinlegung war am 9. August 1899, der Bau wurde am 25. September 1900 eingeweiht. Die Innenausstattung des Gebäudes zog sich bis 1909 hin.
Im Gebäude waren neben der Gemeindeverwaltung auch das Archiv, Standesamt und Bauinspektion untergebracht, darüber hinaus auch noch die örtliche Sparkasse und die Ortskrankenkasse. Mehrere einliegende Beamtenwohnungen wurden im Laufe der Jahre zu Diensträumen umgewandelt. Das Postamt bezog statt der ursprünglich geplante Räume einen 1909/1910 auf dem Nachbargrundstück entstandenen Neubau. In dem Polizeigebäude hinter dem Rathaus befanden sich neben dem Polizeiamt auch noch Arrestzellen, im Obergeschoss hatte der Hausmeister für das Anwesen seine Wohnung.
1938 erfolgten bauliche Veränderungen im Innenhof für Garagen des Polizeigebäudes.
1945 übernahmen die sowjetischen Besatzungstruppen das Gebäude, sie gaben es im Oktober 1948 wieder frei.
Nach der Wende wurde das Rathaus von 1991 bis 1996 umfassend saniert. Es wird auch heute noch als Rathaus der Großen Kreisstadt Radebeul genutzt, es ist Sitz des jeweiligen Oberbürgermeisters, derzeit Bert Wendsche.

## Verwaltungseinrichtungen
Neben den Räumen im historischen Rathaus von Radebeul nutzen die Organe der Großen Kreisstadt und die öffentliche Verwaltung den benachbarten Neubau des Technischen Rathauses in der Pestalozzistraße 8, das Ordnungsamt ist in den Räumen des benachbarten, ehemaligen Radebeuler Postamts (Pestalozzistraße 4) untergebracht und das Sozialrathaus befindet sich nahebei in der Hauptstraße 4.
Das Radebeuler Stadtarchiv befindet sich Luftlinie etwa 900 Meter entfernt.